# Moro (Filipinas)
Moros de Filipinas es como se denomina a los musulmanes de Mindanao (incluso Joló) y Palawan. Se conocen también como la nación mora (bangsa moro en malayo; nasod moro en cebuano; bansang moro en filipino). Los moros de Filipinas tienen ascendencia mixta que se compone en un mestizaje entre malayos, con árabes, chinos y, en menor medida, de hispanos. Además se dedican a la agricultura, la pesca y la fabricación de telas, aunque en tiempos pasados fueron famosos los piratas moros. Los moros se convirtieron al islam durante los siglos XV y XVI; la poligamia todavía se practica, aprobada por la religión que profesan, y el gobierno local de esta comunidad es de estilo patriarcal y está encabezado por un jefe denominado sultán.

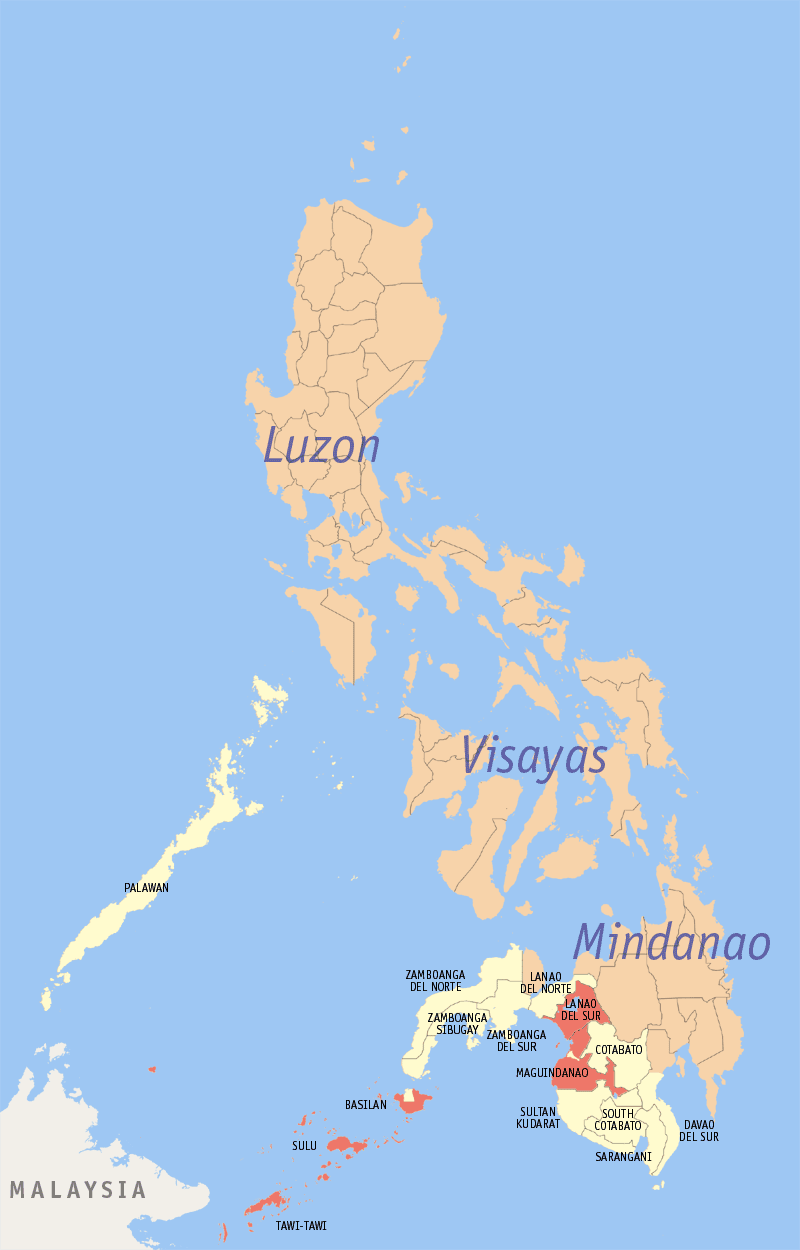
█ La actual Región Autónoma de la Nación Mora en el Mindanao Musulmán
█ Extensión histórica de los sultanatos de Joló, Lánao y Maguindánao

Los moros representan de un 5 a un 10 % de la población total filipina.

## Grupos étnicos
Existen los siguientes trece grupos étnicos pertenecientes a la rama de los moros:
- joloanos,
- maguindanaenses,
- maranaos,
- yakan,
- iranun,
- kalagan,
- sangil,
- sama,
- jama mapun,
- kalibugan,
- bajau,
- molbuganon,
- palawani.